# Kjell Westin

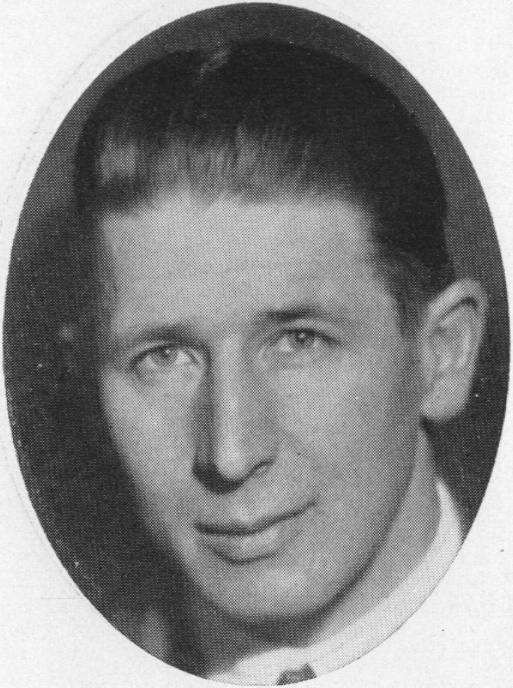
Kjell Westin

Kjell Westin, född 21 januari 1896 i Frösö församling, Jämtlands län, död 17 november 1981 i Stockholm, var en svensk arkitekt.

## Biografi
Efter studentexamen i Härnösand 1914 utexaminerades Westin från Chalmers Tekniska högskola 1917. Han var anställd hos Folke Bensow 1917-1921 och hos Gunnar Asplund 1922-1924. Från 1924 bedrev han egen arkitektverksamhet i Stockholm. 
Westin anlitades som sakkunnig i restauranginredning av Kungliga kontrollstyrelsen och ritade vidare bland annat restauranger för Norma och Sveriges Allmänna Restaurangbolag, till exempel Druvan i Norrköping 1929. Han ritade Kågedalens kyrka. Westin står bakom ett stort antal bankbyggnader för Svenska Handelsbanken, Sveriges riksbank, Sundsvalls Enskilda Bank, Härnösands sparbank, Östergötlands Enskilda Bank och Skaraborgsbanken runt om i landet.

## Bildgalleri

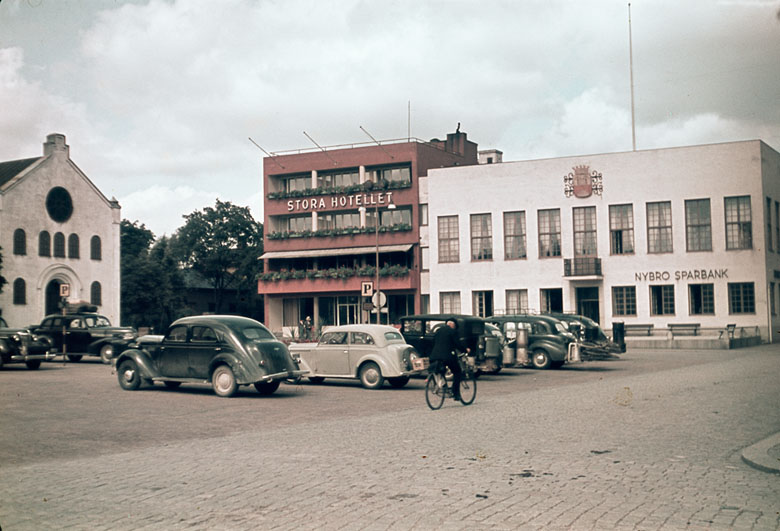
Nybro stadshus. Foto från 1945.
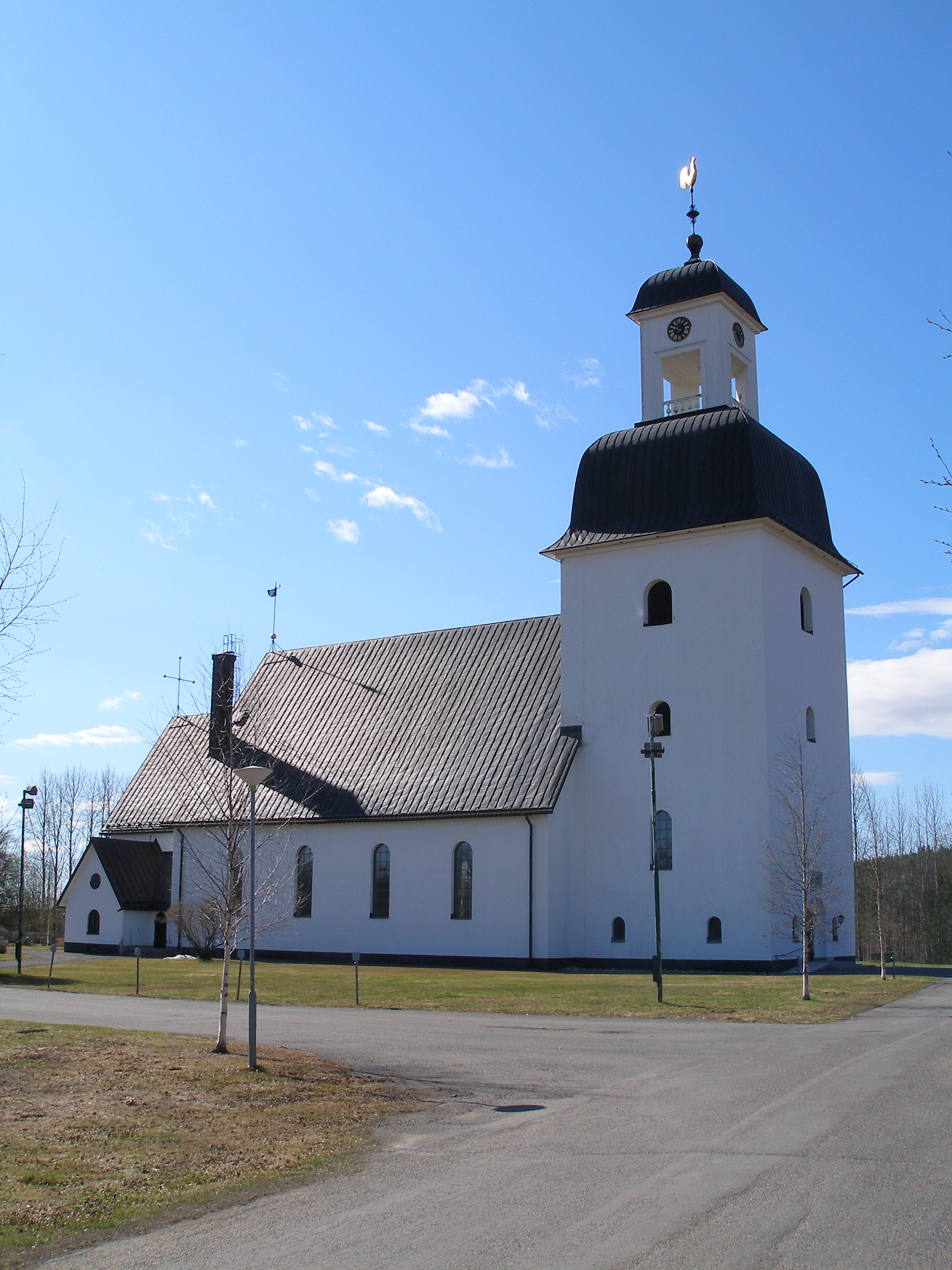
Kågedalens kyrka
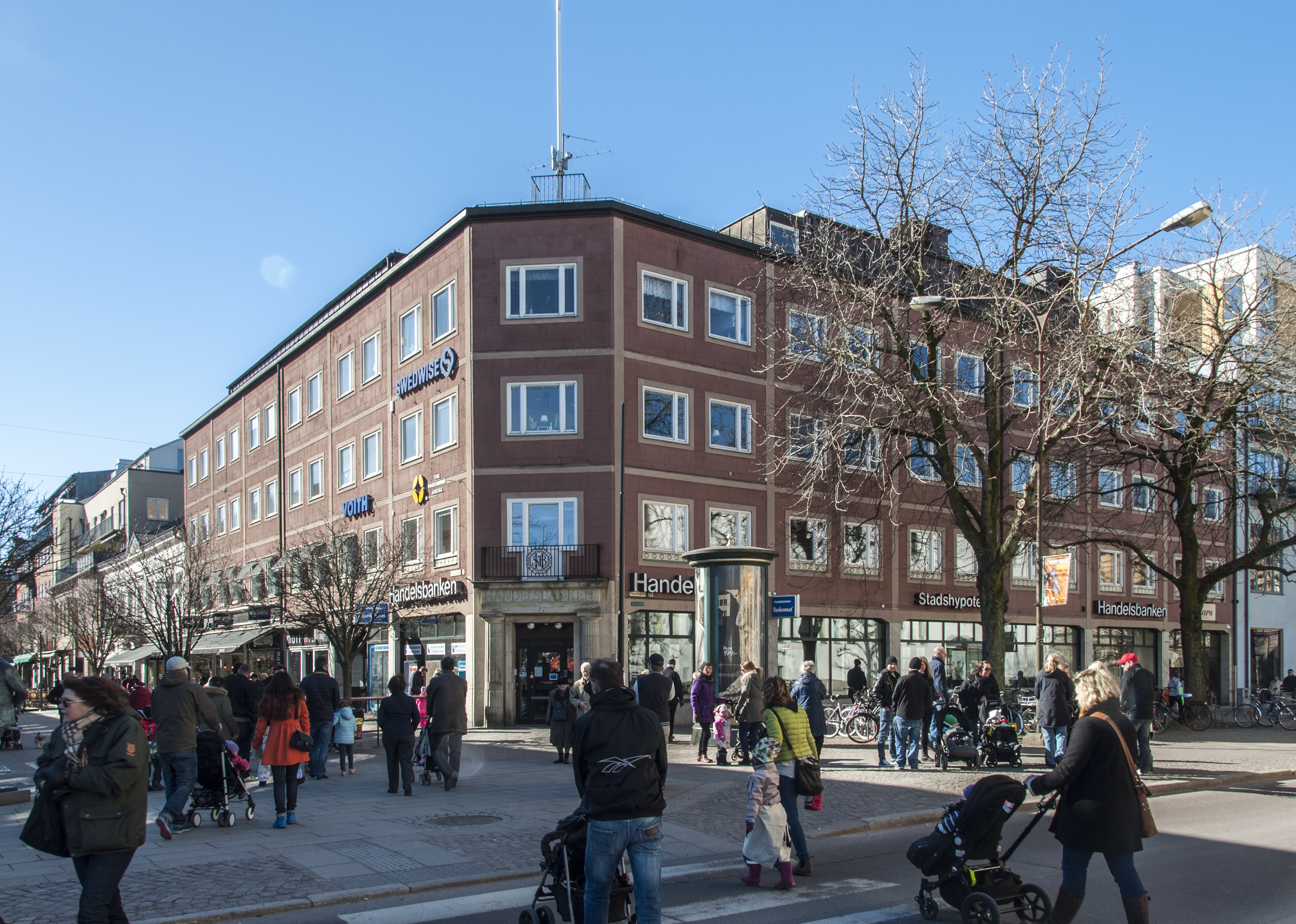
Handelsbanken, Karlstad
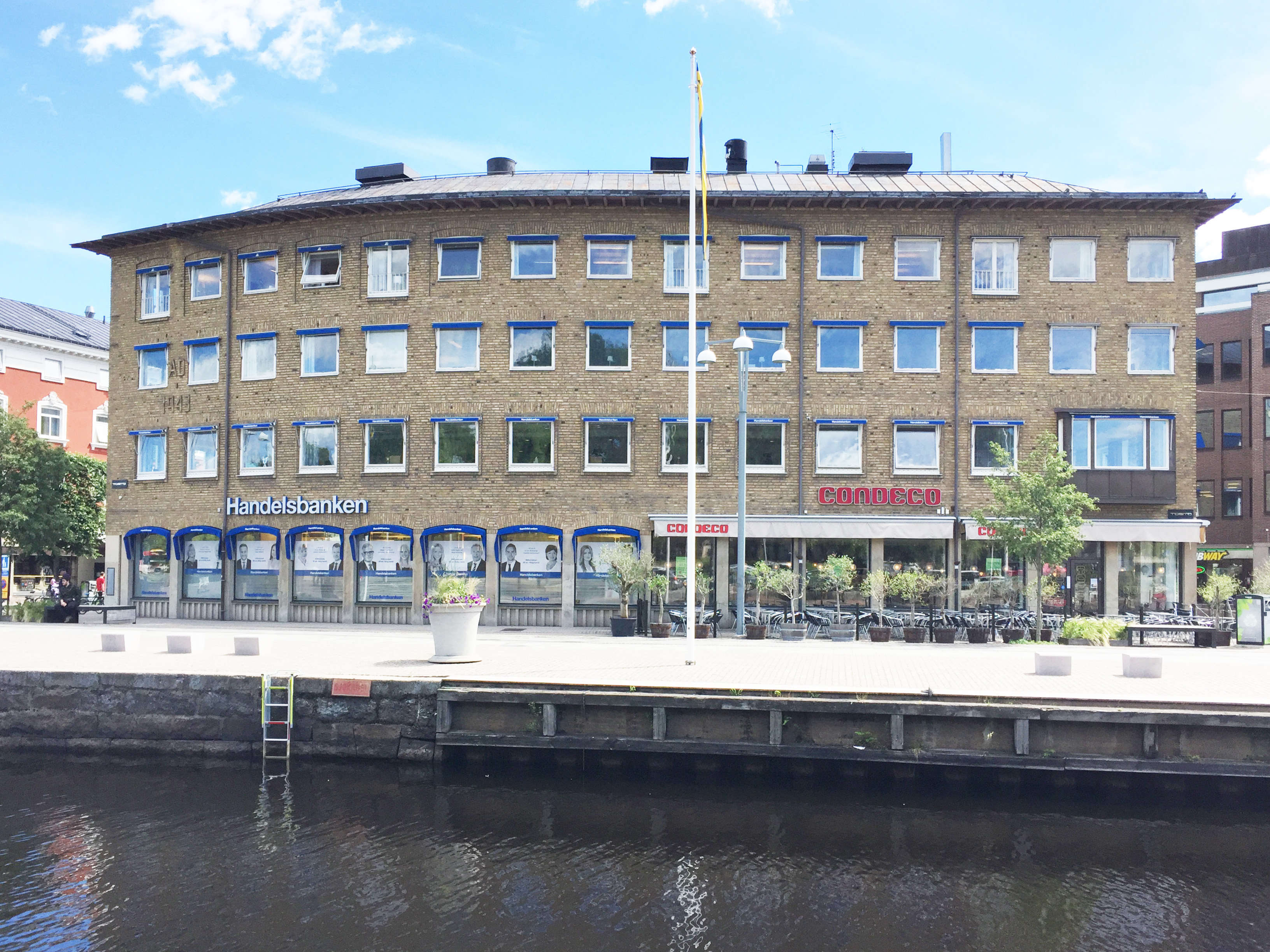
Handelsbanken, Jönköping
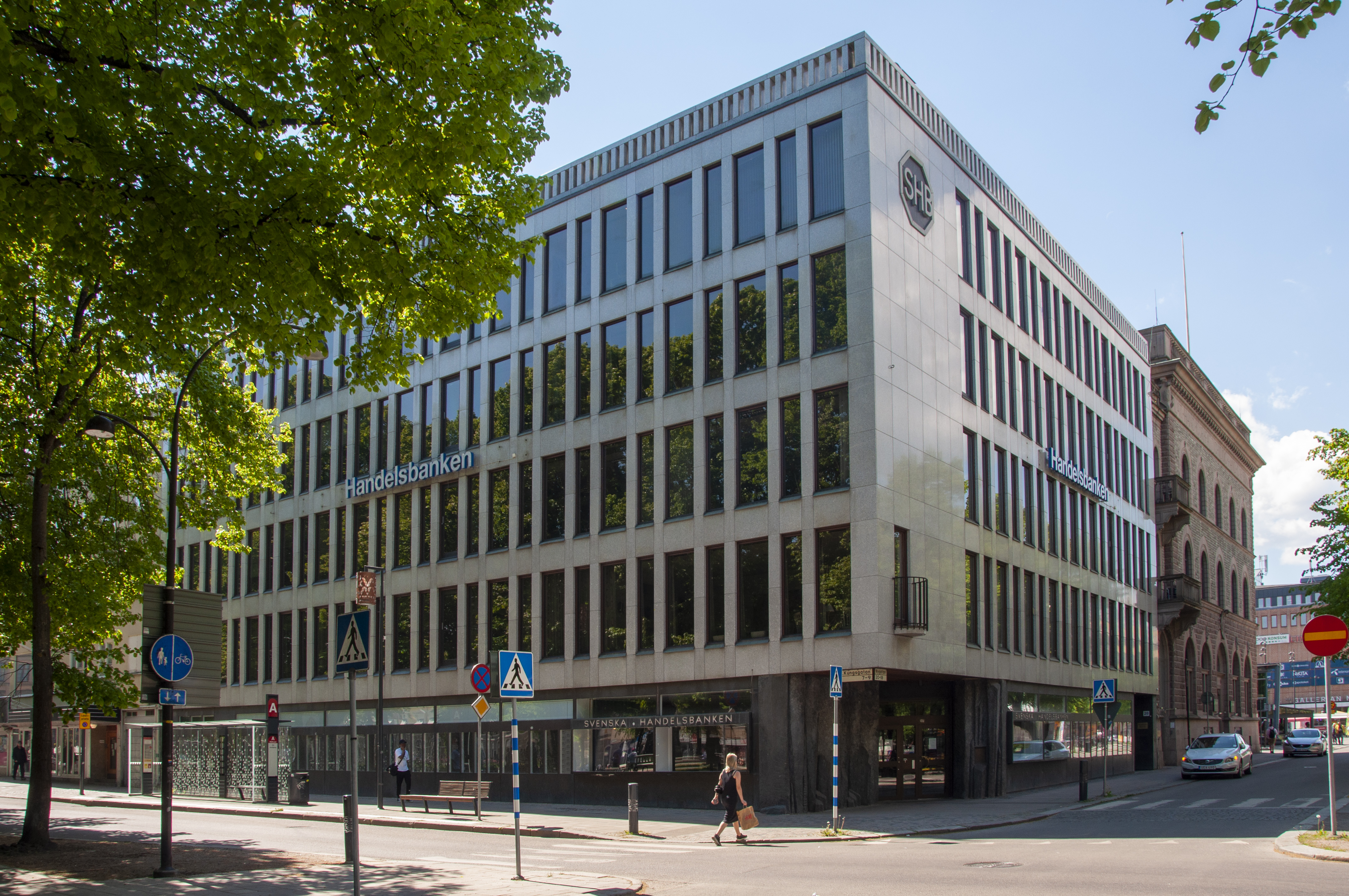
Handelsbanken, Gävle